# Eagle (sång)
Eagle är en poplåt skriven av Benny Andersson och Björn Ulvaeus och som spelades in av den svenska popgruppen Abba 1977. Den togs med på gruppens femte musikalbum The Album samma år. Med sina 5:51 minuter är den gruppens längsta låt någonsin, men den är endast en sekund längre än den 5:50 minuter långa The Day Before You Came från 1982.

## Historia
Inspelningen av Eagle påbörjades 1 juni 1977 och olika demoinspelningar av melodin gick under arbetsnamn som High, High och The Eagle. Spekulationer kring sångtextens tvetydighet menade felaktigt att sången var en hyllning till den amerikanska popgruppen Eagles, som också var populära under 1970-talet. När Björn Ulvaeus skrev texten var han inspirerad av frihetssträvan i romanen Måsen: Berättelsen om Jonathan Livingston Seagull av Richard Bach. I en demotext sjöng Ulvaeus i första versens inledning "I've been worried a thousand times, I've stopped reading the papers". Den slutgiltiga versionen sjöngs in av både Agnetha Fältskog och Anni-Frid Lyngstad tillsammans. Gitarristen Lasse Wellander skall enligt honom själv och Benny Andersson medverka på inspelningen, men han är okrediterad vid utgivningen.

### Medverkande
- Agnetha Fältskog, sång
- Anni-Frid Lyngstad, sång
- Benny Andersson, klaviatur
- Björn Ulvaeus, akustisk gitarr
- Janne Schaffer, elektrisk gitarr
- Lasse Wellander, elektrisk gitarr (okrediterad)
- Rutger Gunnarsson, elbas
- Ola Brunkert, trummor
- Malando Gassama, slagverk

## Singelskiva
Eagle släpptes som singel i ett fåtal länder (inte i Sverige och Storbritannien) 1978, och dess B-sida var den idag mer berömda Thank You for the Music. Singeln hade varierade framgångar på listorna och en anledning till detta kan vara att bägge sångerna redan fanns på albumet The Album.
I och med singelsläppet hade Eagle kortats ner för att göra den mer radiovänlig. Den kortades från 5:51 minuter till 4:25 genom att klippa bort en instrumental del och den tredje refrängen. I Australien och Frankrike lades en ännu mer nedklippt version på singelskivan. Den versionen avslutas kort efter andra refrängen, vilket gör den 3:33 minuter, nästan 2:20 minuter kortare än albumversionen. Singeln marknadsfördes med en musikvideo i regi av Lasse Hallström, men gruppen gjorde även en video tidigare under 1977, innehållande mer specialeffekter. Den förekommer som en del i filmen Abba – the Movie.
B-sidan Thank You for the Music släpptes 1983 som singel i vissa länder efter att gruppen upplösts, däribland Storbritannien, där Eagle inte släpptes 1978.

### Listplaceringar
| Lista         | Plcering |
| ------------- | -------- |
| Australien    | 82       |
| Belgien       | 1        |
| Frankrike     | 36       |
| Nederländerna | 4        |
| Västtyskland  | 6        |
| Schweiz       | 7        |
| Österrike     | 17       |